# Mezzotinte
Mezzotinte (Manière noire, Mezzotinto, Schabkunst i Danmark tidligere også kaldet Sortekunst eller Sortkunst) er en særlig art af kobberstikkunst. 
Ved mezzotinte bliver kobber- eller stålpladen gjort ru, hvilket sker på følgende måde: Med et
stålinstrument - et vuggestål - der nærmest kan sammenlignes med et, på et svært træskaft anbragt,
kort, bredt, rundslebet stemmejern, hvis skarpslebne æg er tandet ud som den fineste
savklinge, 'vugges' pladen over først på langs og på tværs, derefter i diagonalretningerne,
indtil dens overflade er fuldstændig og ensartet kornet. Sværtes pladen ind på dette stadium,
og tages der et aftryk, skal papiret vise en ganske jævn og dyb fløjlsagtig tone.
På den således tilberedte plade overfører kunstneren sin tegning, og hans arbejde går nu
for sig på den måde, at han (modsat kobberstikkeren med gravstik) arbejder lys- og
halvtoner frem af den dybe skyggetone, pladen har. Det sker ved skrabejernet og
polerstålet; med disse redskaber skraber og glatter han i den ru flade de steder, der skal have lettere
skyggepartier, og polerer pladen blank på de punkter, der skal vise det højeste lys. Denne
teknik egner sig naturligvis ikke til gengivelse af en kraftig tegning, derimod kan den med
udmærket dekorativ virkning fremhæve de store flader i et billede og meget smukt give
modsætningen mellem lyset og skyggen - denne kan i friske tryk virke med stor dybde
i tonen. Ofte kombineres mezzotinte med andre arter af grafisk teknik, som gravstikarbejde og ætsning.
Mezzotinte er opfundet af den hessiske officer Ludwig von Siegen (ca. 1610-ca. 1680),
der 1642 udførte det første mezzotinteblad, portrættet af landgrevinde Amalie af Hessen. Sin
hemmelighed om den nyopfundne metode meddelte Siegen til prins Ruprecht af Pfalz
(1619-82), igennem hvem mezzotinte blev udbredt i England, ligesom den også efterhånden nåede
udbredelse i Nederlandene og Tyskland og andre steder. Men kun i England nåede den en sådan
kunstnerisk og teknisk fuldkommenhed gennem kunstnere som Valentine Green,
James MacArdell, Richard Earlom og mange andre, at denne art af kobberstikkunst når
en værdig plads ved siden af linjestikket og raderingen.